# Bibliofilie

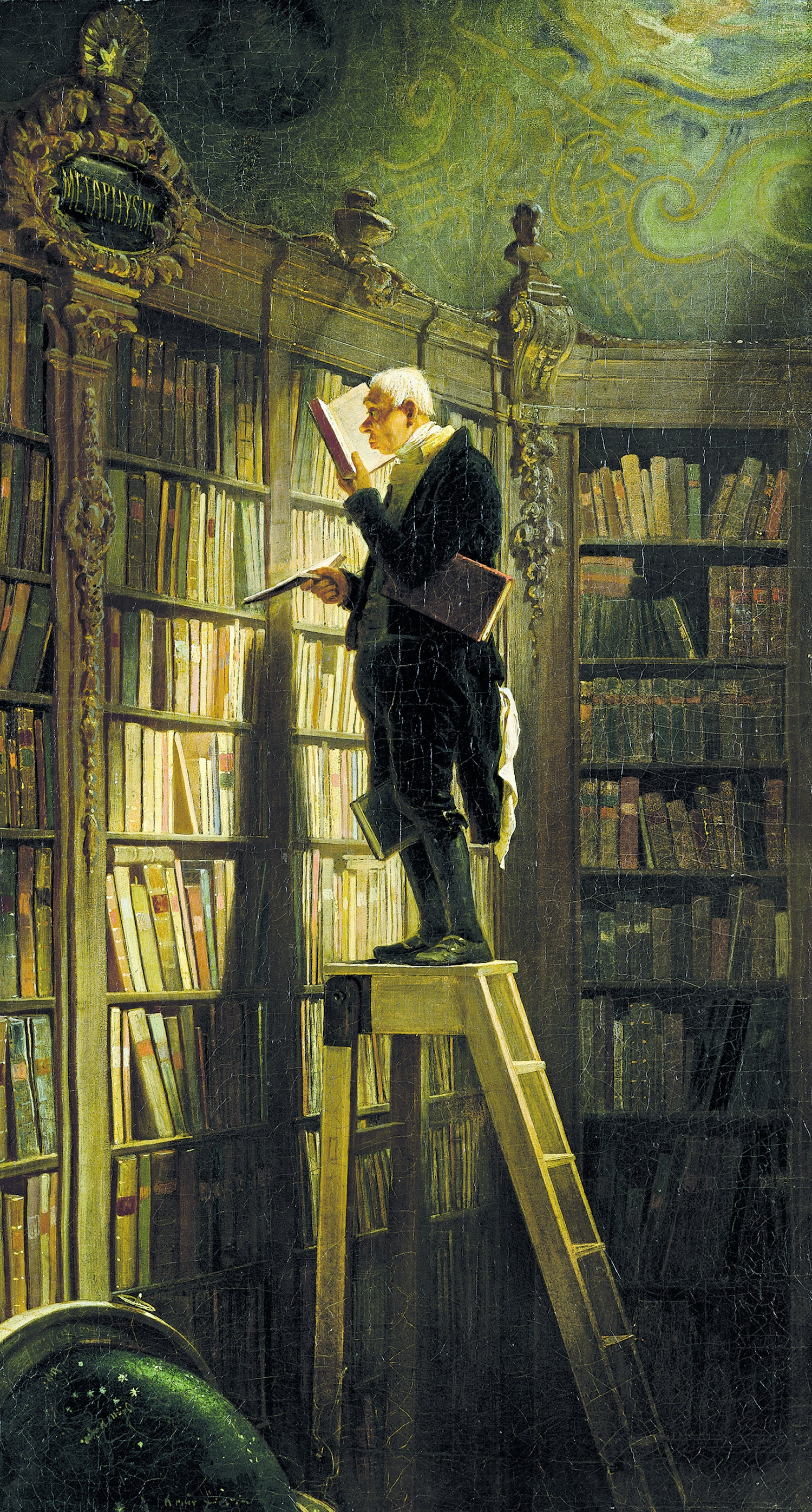
Șoarecele de bibliotecă, 1850, Carl Spitzweg

Bibliofilia este pasiunea de a cunoaște, de a evalua și de a colecționa cărți rare și prețioase, iar un bibliofil sau șoarece de bibliotecă este o persoană care iubește cărțile.

## Profil
Bibliofilul clasic este o persoană căreia îi place să citească, să admire și să colecționeze cărți, acumulând adesea o colecție mare și specializată. Bibliofilii posedă, de obicei, doar cărțile care le plac, dar, pe lângă acestea, se bucură să dețină ediții vechi sau speciale, legate într-un mod neobișnuit, cu ilustrații sau autografe.

## Utilizarea termenului
Bibliofilia nu trebuie confundată cu bibliomania, un potențial simptom de tulburare obsesiv-compulsivă care implică colecționarea de cărți până la nivelul în care afectează în mod negativ relațiile interumane sau sănătatea, și în care simplul fapt că un obiect fizic este o carte este suficient pentru ca acesta să fie colecționat sau iubit. Unele persoane folosesc termenul „bibliomanie” într-un mod interschimbabil cu cel de „bibliofilie” și, de fapt, Biblioteca Congresului nu folosește termenul „bibliofil”, ci se referă mai degrabă la cititorii săi ca la colecționari de cărți sau bibliomaniaci. Biblioteca publică din New York urmează aceeași practică. Termenul se poate referi, de asemenea, la o atracție sexuală față de cărți.

## Istorie
Potrivit lui Arthur H. Minters, „colecționarea particulară de cărți a fost o modă căreia i s-au dedat mulți romani, inclusiv Cicero și Atticus”. Termenul de bibliofil a intrat în limba engleză în anul 1824. Un bibliofil trebuie deosebit de cărturar (termen mai vechi, ce datează din 1583), care este o persoană căreia îi plac cărțile și în special lectura; mai general, cărturarul este o persoană care participă la scrierea, publicarea sau vânzarea cărților.
Lordul Spencer și Marchizul de Blandford au fost bibliofili celebri. „Achiziția Roxburghe a devenit rapid un mit fundamental pentru comerțul înfloritor cu cărți vechi și rămâne astfel până în prezent”; această vânzare este memorabilă dată fiind concurența dintre „lordul Spencer și marchizul de Blandford [care] au dus [prețul probabilei primei ediții a Decameronului lui Boccaccio] până la suma uimitoare și fără precedent de 2.260 £”. J. P. Morgan a fost, de asemenea, un bibliofil remarcabil; el a plătit în 1884 suma de 24.750 $ pentru ediția din 1459 a Psaltirii de la Mainz.